# 収容
| ウィキペディアには「収容」という見出しの百科事典記事はありません（タイトルに「収容」を含むページの一覧/「収容」で始まるページの一覧）。 代わりにウィクショナリーのページ「収容」が役に立つかもしれません。 |